# Álex Custodio
Álex Miguel Custodio Fernández (Maracaibo, Venezuela; 31 de enero de 2004) es un futbolista venezolano-peruano. Juega como defensa central y su equipo actual es Cusco FC de la Liga 1 del Perú

## Trayectoria
Nacido en Maracaibo, Custodio comenzó su carrera en el Zulia club en el que debutó en 2020 con 16 años.
En 2023 fue presentado en Deportivo La Guaira Fútbol Club, donde salió campeón de la Copa Venezuela 2024 Copa Venezuela 2024.
A inicios de 2025, hizo su primera experiencia en el exterior firmando con Cusco FC de la Liga 1 del Perú.

## Selección nacional
Custodio fue seleccionado sub-15 por Venezuela, selección con la que jugó el Preolímpico 2024. 
Hijo de padre peruano, aceptó el llamado del seleccionado sub-20 en 2022. Fue citado al Campeonato Sudamericano Sub-20 de 2023.

## Estadísticas
| Club                          | Div.          | Temporada     | Liga  | Liga  | Copas nacionales | Copas nacionales | Copas internacionales | Copas internacionales | Total | Total |
| Club                          | Div.          | Temporada     | Part. | Goles | Part.            | Goles            | Part.                 | Goles                 | Part. | Goles |
| ----------------------------- | ------------- | ------------- | ----- | ----- | ---------------- | ---------------- | --------------------- | --------------------- | ----- | ----- |
| Zulia · Venezuela             | 1.ª           | 2020          | 1     | 0     | 0                | 0                | 0                     | 0                     | 1     | 0     |
| Zulia · Venezuela             | 1.ª           | 2021          | 4     | 0     | 0                | 0                | 0                     | 0                     | 4     | 0     |
| Zulia · Venezuela             | 1.ª           | 2022          | 12    | 0     | 0                | 0                | 0                     | 0                     | 12    | 0     |
| Zulia · Venezuela             | Total club    | Total club    | 17    | 0     | 0                | 0                | 0                     | 0                     | 17    | 0     |
| Deportivo La Guaira Venezuela | 1.ª           | 2023          | 17    | 1     | 0                | 0                | 0                     | 0                     | 17    | 1     |
| Deportivo La Guaira Venezuela | Total club    | Total club    | 17    | 1     | 0                | 0                | 0                     | 0                     | 17    | 1     |
| Cusco FC Peru                 | 1°            | 2025          | -     | -     | -                | -                | -                     | -                     | -     | -     |
| Total carrera                 | Total carrera | Total carrera | 34    | 1     | 0                | 0                | 0                     | 0                     | 34    | 1     |